# Argiusta-Moriccio
Argiusta-Moriccio est une commune française située dans la circonscription départementale de la Corse-du-Sud et le territoire de la collectivité de Corse.

## Urbanisme

### Typologie
Au 1er janvier 2024, Argiusta-Moriccio est catégorisée commune rurale à habitat dispersé, selon la nouvelle grille communale de densité à sept niveaux définie par l'Insee en 2022.
Elle est située hors unité urbaine. Par ailleurs la commune fait partie de l'aire d'attraction d'Ajaccio, dont elle est une commune de la couronne,. Cette aire, qui regroupe 79 communes, est catégorisée dans les aires de 50 000 à moins de 200 000 habitants,.

### Occupation des sols
L'occupation des sols de la commune, telle qu'elle ressort de la base de données européenne d’occupation biophysique des sols Corine Land Cover (CLC), est marquée par l'importance des forêts et milieux semi-naturels (87,7 % en 2018), une proportion identique à celle de 1990 (87,7 %). La répartition détaillée en 2018 est la suivante : 
forêts (63,1 %), espaces ouverts, sans ou avec peu de végétation (24,6 %), zones agricoles hétérogènes (8,6 %), prairies (3,7 %). L'évolution de l’occupation des sols de la commune et de ses infrastructures peut être observée sur les différentes représentations cartographiques du territoire : la carte de Cassini (XVIIIe siècle), la carte d'état-major (1820-1866) et les cartes ou photos aériennes de l'IGN pour la période actuelle (1950 à aujourd'hui).

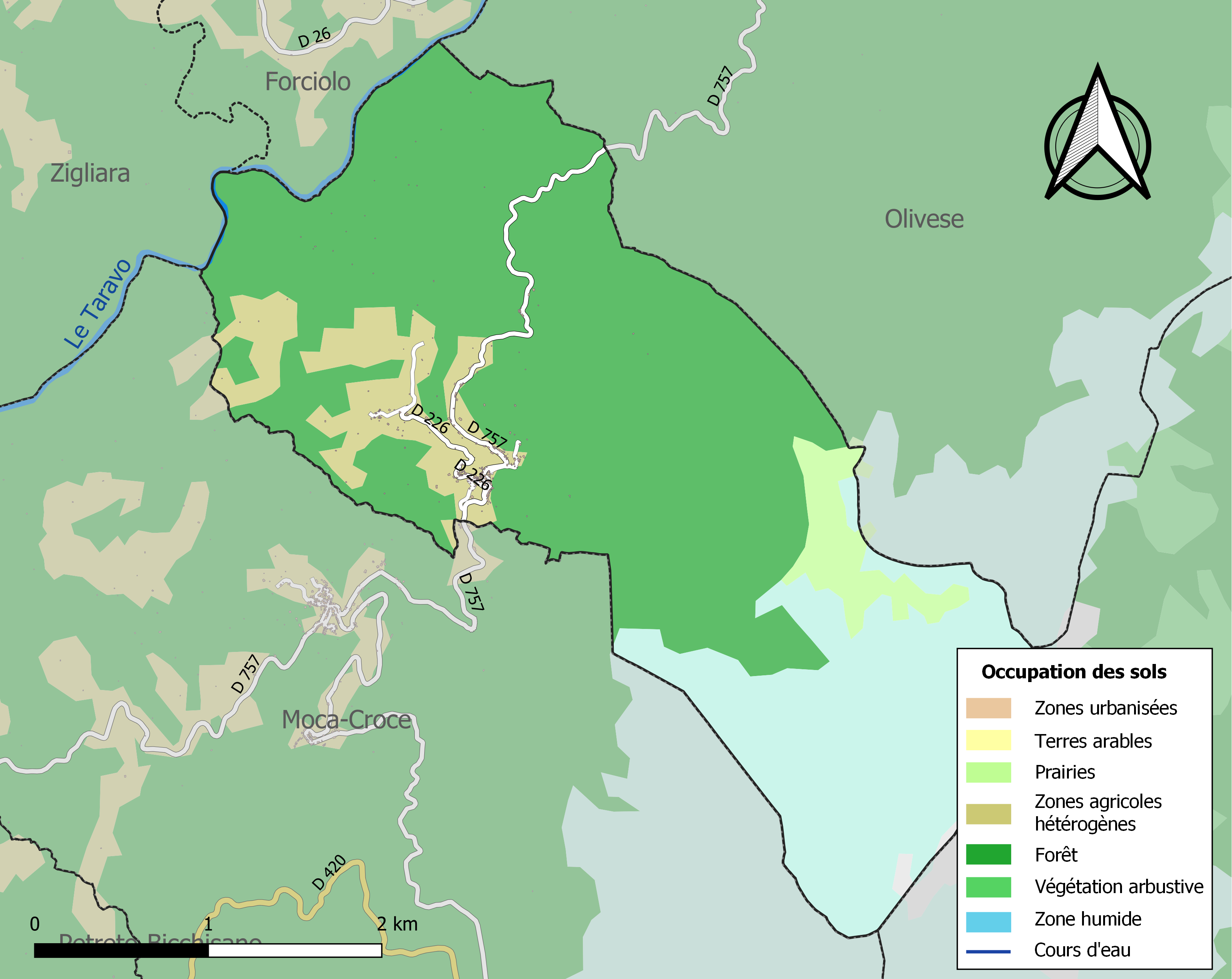
Carte des infrastructures et de l'occupation des sols de la commune en 2018 (CLC).

## Politique et administration

### Liste des maires
| Période                                  | Période  | Identité              | Étiquette | Qualité                        |
| ---------------------------------------- | -------- | --------------------- | --------- | ------------------------------ |
| mars 2001                                | 2014     | Michel Peretti        | UMP       |                                |
| mars 2014                                | En cours | Paul Joseph Caïtucoli | FAC       | Conseiller général (2008-2015) |
| Les données manquantes sont à compléter. |          |                       |           |                                |

### Intercommunalité
La commune fait partie de la communauté de communes du Taravu.

## Démographie
L'évolution du nombre d'habitants est connue à travers les recensements de la population effectués dans la commune depuis 1800. Pour les communes de moins de 10 000 habitants, une enquête de recensement portant sur toute la population est réalisée tous les cinq ans, les populations de référence des années intermédiaires étant quant à elles estimées par interpolation ou extrapolation. Pour la commune, le premier recensement exhaustif entrant dans le cadre du nouveau dispositif a été réalisé en 2005.

En 2022, la commune comptait 75 habitants, en évolution de −1,32 % par rapport à 2016 (Corse-du-Sud : +7,61 %, France hors Mayotte : +2,11 %).
| 1800 | 1806 | 1821 | 1831 | 1836 | 1841 | 1846 | 1851 | 1856 |
| ---- | ---- | ---- | ---- | ---- | ---- | ---- | ---- | ---- |
| 224  | 170  | 189  | 265  | 270  | 255  | 266  | 270  | 325  |

| 1861 | 1866 | 1872 | 1876 | 1881 | 1886 | 1891 | 1896 | 1901 |
| ---- | ---- | ---- | ---- | ---- | ---- | ---- | ---- | ---- |
| 356  | 348  | 357  | 370  | 378  | 504  | 456  | 542  | 577  |

| 1906 | 1911 | 1921 | 1926 | 1931 | 1936 | 1946 | 1954 | 1962 |
| ---- | ---- | ---- | ---- | ---- | ---- | ---- | ---- | ---- |
| 591  | 509  | 527  | 515  | 505  | 508  | 300  | 283  | 168  |

| 1968 | 1975 | 1982 | 1990 | 1999 | 2005 | 2006 | 2010 | 2015 |
| ---- | ---- | ---- | ---- | ---- | ---- | ---- | ---- | ---- |
| 137  | 127  | 105  | 93   | 77   | 84   | 85   | 82   | 76   |

| 2020 | 2022 | - | - | - | - | - | - | - |
| ---- | ---- | - | - | - | - | - | - | - |
| 77   | 75   | - | - | - | - | - | - | - |

## Culture locale et patrimoine

### Lieux et monuments
- Église paroissiale Saint-Hippolyte-et-Saint-Cassien.
- Monument torréen de Foce, classé monument historique par arrêté du 16 avril 2021[11].

### Héraldique
| Blason de Argiusta-Moriccio | Blason  | Écartelé : au 1er d'azur à un abri de pierres d'argent, ouvert de sable, soutenu de deux burelles ondées d'argent, au 2e de gueules à deux palmes d'or adossées, les tiges passées en sautoir, accompagnées entre les deux d'une pointe de lance du même, au 3e de gueules à un œil d'or, l'iris d'azur et la pupille de sable, au 4e d'azur à une tête de Maure de sable*, tortillée d'argent et sommée d'un croissant d'or, soutenue de deux burelles ondées d'argent. DeviseIn hoc spero. |
| Blason de Argiusta-Moriccio | Détails | * Il y a là non-respect de la règle de contrariété des couleurs : ces armes sont fautives (sable sur azur). Adopté en 2014. |